# Almas afines (Asher Brown Durand)
Almas afines, traducción aproximada del título original en inglés Kindred Spirits, es una de las obras más importantes y conocidas de Asher Brown Durand, un pintor estadounidense de la Escuela del río Hudson. Asher B.Durand, originariamente un grabador, se dedicó en principio a la pintura de retrato, pero posteriormente, gracias a la influencia de Thomas Cole, se convirtió en un dotado pintor del paisaje.

## Introducción
En este lienzo, Asher B. Durand representó al pintor Thomas Cole, que había muerto el 11 de febrero de 1848, y a su amigo, el poeta William Cullen Bryant, en un lugar en las Montañas de Catskill. La muerte de Thomas Cole fue considerada una calamidad para el mundo artístico estadounidense, debido a su temprana edad (47 años) y al hecho de que él fue el iniciador de la Escuela del Río Hudson. La amistad entre Cole y Bryant tuvo lugar poco después de la llegada del primero en el año 1825 a Nueva York. En 1829, Thomas Cole, Asher Brown Durand y William Cullen Bryant se convirtieron en socios de la Academia Nacional de Dibujo de Estados Unidos. El emotivo elogio fúnebre en memoria de Thomas Cole, escrito y leído por William Cullen Bryant en la Academia Nacional de Dibujo, elevó a este pintor a la categoría de un héroe nacional. Por esta razón, el empresario y filántropo Jonathan Sturges (1802-1874) encargó a Asher B. Durand este lienzo.

## Análisis de la obra
- Pintura al óleo sobre lienzo;44 x 36 in. (111.8 x 91.4 cm) ;año 1849; Crystal Bridges Museum of American Art, Bentonville (Arkansas)
- Firmado en la parte inferior izquierda, con pintura marrón: "AB Durand 1849"
- Inscripción en la parte central izquierda, sobre el tronco de un árbol: "BRYANT / COLE"

Kindred Spirits encarna la conexión íntima de Durand, Bryant y Cole. Durand (1796-1886), varios años mayor que Cole y un grabador ya famoso, se había inspirado en Cole en la década de 1830 para dedicarse a la pintura del paisaje. Los tres hombres habían colaborado en The American Landscape, una colección de viñetas publicadas en 1830 por el Sketch Club del Century Association con sede en Nueva York.
Cole se encuentra con un portafolios sobre un afloramiento rocoso, conversando con William Cullen Bryant. La presencia de Cole en la escena es la clave de que este lienzo no representa tanto una situación real, sino más bien un paisaje imaginado, como si existiera en un reino espiritual. Para muchos, incluyendo a Cole, la Naturaleza virgen proporcionaba espacios en los cuales era posible comulgar con Dios y con lo divino.
Cole y Bryant están colocados sobre una roca, lo que les permite ver el espectacular paisaje que se extiende delante y debajo de ellos. La cascada inferior ha sido identificada como Fawn´s Leap, que se encuentra en el lado sur del cañón de Kaaterskill Clove. A lo lejos encontramos el cañón antes mencionado, y las cascadas de Kaaterskill, que realmente no se pueden ver a la vez, porqué no es geográficamente posible. La roca, en la que se encuentran los dos personajes, ha sido identificada como Church’s Ledge. Sin embargo, esta pintura se basa en una observación meticulosa de la naturaleza. La elegante rama del árbol en la parte superior, deriva de un cuidadoso boceto hecho con lápiz natural y, de hecho, toda la composición es el resultado de un viaje que Durand emprendió, en septiembre y octubre de 1848, a las Catskills en homenaje a Thomas Cole.
En la corteza del árbol que está más cerca del espectador están tallados los nombres de Cole y Bryant, de modo que se deja claro que la naturaleza ya no estaba totalmente intacta. De hecho, el desarrollo de los Estados Unidos tomó la forma de una confrontación entre el hombre y la naturaleza, y esta interacción-a menudo una agresión conflictiva- se convirtió en una de las mayores preocupaciones de la pintura de paisaje estadounidense.

## Procedencia
- Encargado por Jonathan Sturges [1802-1874];
- Donación a William Cullen Bryant [1794-1878], 1849;
- Por descendencia a su hija, Julia Sands Bryant [1831-1907], 1878;
- Donación a la Biblioteca Pública de Nueva York, 1904;
- (Sotheby's Inc., New York, NY), 12 de mayo de 2005;
- Comprado por Crystal Bridges Museum of American Art, Bentonville, Arkansas, año 2005